# قضاء الناصرة
قضاء الناصرة (بالإنجليزية: District of Nazareth) هو تقسيم إداري سابق في فلسطين التاريخية يعود لفترة الإنتداب البريطاني (بين 1920 وحتى 1948)، مركزه مدينة الناصرة. يقع في الجزء الشمالي لفلسطين، ويحيط به كل من قضاء عكا من الشمال، وقضاء طبريا وقضاء بيسان من الشرق، وقضاء جنين من الجنوب، وقضاء حيفا من الغرب.

## قرى القضاء المدمرة
- صفورية
- إندور
- المجيدل
- معلول